# Gmina Wyznaniowa Starozakonnych w RP
Gmina Wyznaniowa Starozakonnych w RP – żydowski związek wyznaniowy (kahał) z siedzibą w Warszawie, którego założycielem i prezesem jest Bolesław Szenicer.
Gmina powstała we wrześniu 2003 roku i została zarejestrowana na podstawie ustawy o gwarancjach wolności sumienia i wyznania z dnia 17 maja 1989 roku – w opozycji do Związku Gmin Wyznaniowych Żydowskich w RP, który działa w oparciu o ustawę o stosunku Państwa do gmin wyznaniowych żydowskich w RP z 1997 roku.
Za główne zadanie gmina stawia sobie: kultywowanie religii i tradycji mojżeszowej, ochronę i rewaloryzację wszelkiego rodzaju judaików, w tym zabytków architektury, miejsc kultu religijnego, dorobku piśmienniczego i artystycznego.
Gmina wydaje miesięcznik Głos Gminy Starozakonnych, gdzie są poruszane obecne problemy polskich żydów oraz życiu członków gminy. W ramach gazety wydawana jest też Biała Księga, gdzie nagłaśnia się i piętnuje niszczenie zabytków kultury żydowskiej w Polsce.
Na czele gminy stoi Bolesław Szenicer, były dyrektor cmentarza żydowskiego przy ul. Okopowej w Warszawie. Usunięty z tego stanowiska przez konkurencyjną Gminę Wyznaniową Żydowską w Warszawie. 
Konkurencyjna organizacja chciała zlikwidować tę gminę starozakonnych, ale Naczelny Sąd Administracyjny odrzucił wniosek.

## Adres
- ulica Edwarda Gibalskiego 21, 01-190 Warszawa